# Knut (лист)
Часопис "Кнут" је излазио од 1904. до 1906. године, два пута месечно, У Сремској Митровици. Издавач и уредник је био Исо Великановић.

## Карактеристике
Први број листа Кнут је објављен 15.1.1904. године, излазио је сваког 15. и 30. у месецу, до броја 3, 1906. године. Штампао га је Тисак хрватске дионичарске тискаре у Митровици.
Исо Великановић (1869-1940), издавач и уредник, бечки студент, био је хумориста, комедиограф, песник и преводилац са руског, енглеског, француског и шпанског језика. Аутор је "Сријемских прича" (1913) о смешним згодама Сремаца.
Реч кнут значи бич, камџија од коже, а преносно: систем и симбол окрутног владања. Још у његово време се запажало да и поред таквог имена, у њему "нема ни кнуте, ни канџије, ни жаоке ни мржње" (Бранко Водник); прилози су се бавили свакодневним догађањима. Интересантни су били текстови о политичком и културном животу сремских Хрвата у Угарској, као и коментари на културна збивања у Паризу, Загребу, Београду и другим великим градовима. Часопис је значајан због упознавања и разумевања суживота у вишенационалном Срему почетком 20. века. 

## Афоризми
Лист Кнут је објављивао и афоризме, кроз рубрике "Нове пословице" и "Пословице", из којих су следећи примери:
"У масне кесе, мршава душа"

"Док има батина, вазда ће бити и бијених"

"Позлати блато, остат ће - блато, поблати злато, остат ће - злато!"
У рубрици "Штампарске погрјешке" објављено је:
"Код нас у Сријему у последње време веома много ради пештанска комерцијална БАНДА (наравно, тачно је БАНКА)"

## Карикатуре
Сликар Драган Мелкус из Сремске Митровице, као карикатуриста и илустратор, сарађивао је са Исом Великановићем од почетка до престанка излажења часописа. Уредник је преузимао и карикатуре из европских и светских листова: Ново време (Петроград), Punch (Лондон), Le Rire, Culotte rouge (Париз), Life (Њујорк) и др. и на тај начин упознавао сремску читалачку публику са достигнућима светских карикатуриста.

## Галерија
- Кнут бр. 1, 2. страна
- Кнут бр. 1, 4. страна
- Кнут бр. 1, 6. страна
- Кнут бр. 1, 13. страна
- Кнут бр. 2 и 3, насловна страна
- Кнут бр. 20